# Wieland Schmied
Pour les articles homonymes, voir Schmied.
Wieland Schmied, né le 5 février 1929 à Francfort-sur-le-Main en Allemagne et mort le 22 avril 2014 à Vorchdorf en Autriche, est un historien et critique d’art autrichien, conservateur, chercheur littéraire et écrivain.
Il a été professeur d'histoire de l'art à l'Académie des beaux-arts de Munich depuis l'année 1986 et président de l'Académie bavaroise des beaux-arts de 1995 à 2004.

## Biographie
Wieland Schmied naît à Francfort-sur-le-Main en 1929 et est le fils aîné du philosophe autrichien Walter Schmied-Kowarzik et de sa seconde épouse. Il grandit à Francfort-sur-le-Main et à Friedberg avant de déménager à Vienne avec ses parents en 1939, où il étudie le droit à l'université de Vienne à Mödling. Il devient citoyen autrichien en 1949. Il est recteur de 1988 à 1993.
En tant que directeur de la Kestnergesellschaft, à Hanovre, Schmied organise un total de 99 expositions, pour les catalogues desquelles il rédige de nombreux avant-propos et d'autres contributions. À Berlin, il organise de nombreuses expositions internationales importantes sur l'art du XXe siècle. En 1977, il est responsable du département "Écriture manuscrite" à la documenta 6 à Cassel et continue de diriger le département "Neue Sachlichkeit und Surrealismus" à la 15e exposition d'art européen de Berlin. Pour le Goethe Institute, avec Eberhard Kolb et Eberhard Roters, il a organisé une exposition sur les arts visuels de la première République de Weimar.
Wieland Schmied est mort le 22 avril 2014 à Vorchdorf, en Haute-Autriche.

## Publications
- Neue Sachlichkeit and German Realism of the Twenties, Conseil des arts de Grande-Bretagne, Londres, 1978,  (ISBN 0-7287-0184-7).
- (de) Caspar David Friedrich. Zyklus, Zeit und Ewigkeit, Prestel Verlag, Munich, 1999